# Pipistrellus sturdeei
Pipistrellus sturdeei var en fladdermusart som beskrevs av Thomas 1915. Pipistrellus sturdeei ingår i släktet Pipistrellus och familjen läderlappar. IUCN kategoriserar arten globalt som utdöd. Inga underarter finns listade i Catalogue of Life.
Artpitetet i det vetenskapliga namnet hedrar amiralen Doveton Sturdee.
Enligt den ursprungliga beskrivningen förekommer arten på ön Haha-jima som tillhör Japan. Denna uppgift är omstridd och dessutom hittades inga fler individer efter slutet av 1800-talet.
Ett exemplar var utan svans 37 mm långa, svanslängden var 31 mm och underarmarna var 30 mm långa. Kroppen var täckt av svartaktig päls och flyghuden har en mörkbrun färg. Jämförd med Pipistrellus abramus hade arten kortare och mer avrundade öron. Av svansen var endast en liten spets utanför svansflyghuden synlig. Mellan hörntanden och den första premolaren i överkäken fanns en klaff.